# Arenillas (Ecuador)
Arenillas è una parrocchia urbana dell'Ecuador, capoluogo dell'omonimo cantone, nella provincia di El Oro.